# Liste des comtes de Vexin
Avant 741 : à la division du royaume des Francs en comtés par Charles Martel, l'un des premiers comtes du Vexin fut Witram, un de ses antrustions, il administra aussi les régions du Pincerais et de Madrie.

## Comtes carolingiens
- 753-764 : Romuald, certain le dise survivant de la bataille de Poitiers[1], mais sans aucune preuve.
- en 790 : Griffon, comte en Vexin[2].
- 796 : Riferus
- (date inconnue) Regnauld

- Avant 851-864 : Geilenus, comte de Meulan

## Nibelungides
- 864-après 879 : Nibelung IV
- Théodoric, fils du précédent
- 886 : Adelram III et Theodoric II, défenseurs de Pontoise, neveux du précédent

## Maison de Valois-Vexin-Amiens
- avant 895-919 : Ermenfroi d'Amiens, comte d'Amiens, de Vexin et de Valois

- 915-926 : Raoul Ier d'Ostrevent († 926), comte d'Amiens, de Vexin et de Valois

marié à Hildegarde, probablement fille d'Ermenfroi
- 926-943 : Raoul II, comte d'Amiens, de Vexin et de Valois, fils du précédent

marié à Lietgearde
- 943-après 992 : Gautier Ier, comte d'Amiens, de Vexin et de Valois, frère du précédent

marié à Adèle, probablement fille de Foulque II d'Anjou
- avant 998-après 1017 : Gautier II, comte d'Amiens, de Vexin et de Valois, fils du précédent

marié à Adèle

Armoiries (fictives) de Louis de France, comte du Vexin

- avant 1024-1035 : Dreux, comte d'Amiens et de Vexin, fils du précédent

marié à Godfifu, fille d'Æthelred II de Wessex
- avant 1034 Hugues vicomte du Vexin (Hugone vicecomite Vilcasini), son frère Galeran (Gualerannus), son cousin Richard de Neauphle (Richardus de Nielfa)[3].

- 1035-1063 : Gautier III, comte d'Amiens, de Vexin et du Maine, fils du précédent

marié à Biota du Maine
- 1063-1074 : Raoul IV, comte de Valois, puis de Vexin et d'Amiens, cousin du précédent, fils de Raoul III (comte de Valois, fils de Gautier II) et d'Alix

marié en premières noces à Adèle, comtesse de Bar-sur-Aube
marié en secondes noces à Haquenez
marié en troisièmes noces à Anne de Kiev
- 1074-1077 : Simon († 1080), comte de Valois, de Vexin, de Mantes[4] (en 1074) et d'Amiens, fils du précédent et d'Adèle, comtesse de Bar-sur-Aube

En 1077, Simon se fait moine et ses possessions sont dispersées. Valois revient à son beau-frère Herbert IV de Vermandois, Amiens est réuni à la Couronne, et  le Vexin est partagé entre le duc de Normandie et le roi de France.
- 1092-1108 : Louis de France, fils de Philippe Ier, roi de France, est investi du comté de Vexin français avant de devenir roi de France sous le nom de Louis VI le Gros.

## Maison de Bourbon
- Louis-César de Bourbon, abbé de Saint-Denis et de Saint-Germain-des-Prés (1672-1683), fils  légitimé que Louis XIV eut secrètement de la marquise de Montespan,